# Kunzea
Kunzea ist eine Pflanzengattung innerhalb der Familie der Myrtengewächse (Myrtaceae). Etwa 52 Arten stammen ursprünglich aus Australien, zehn Arten besitzen natürliche Vorkommen in Neuseeland.

## Beschreibung

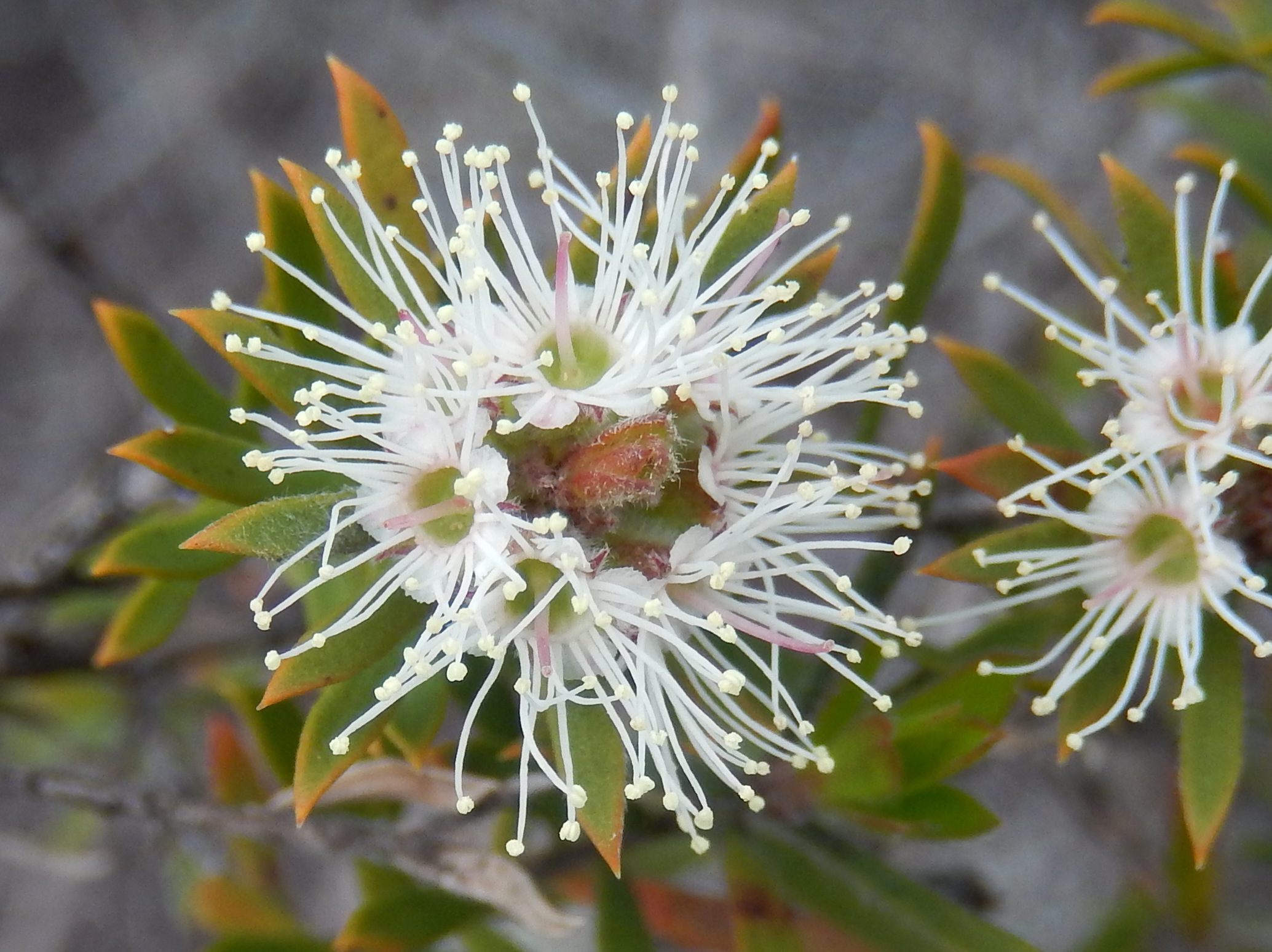
Blüten von Kunzea rupestris

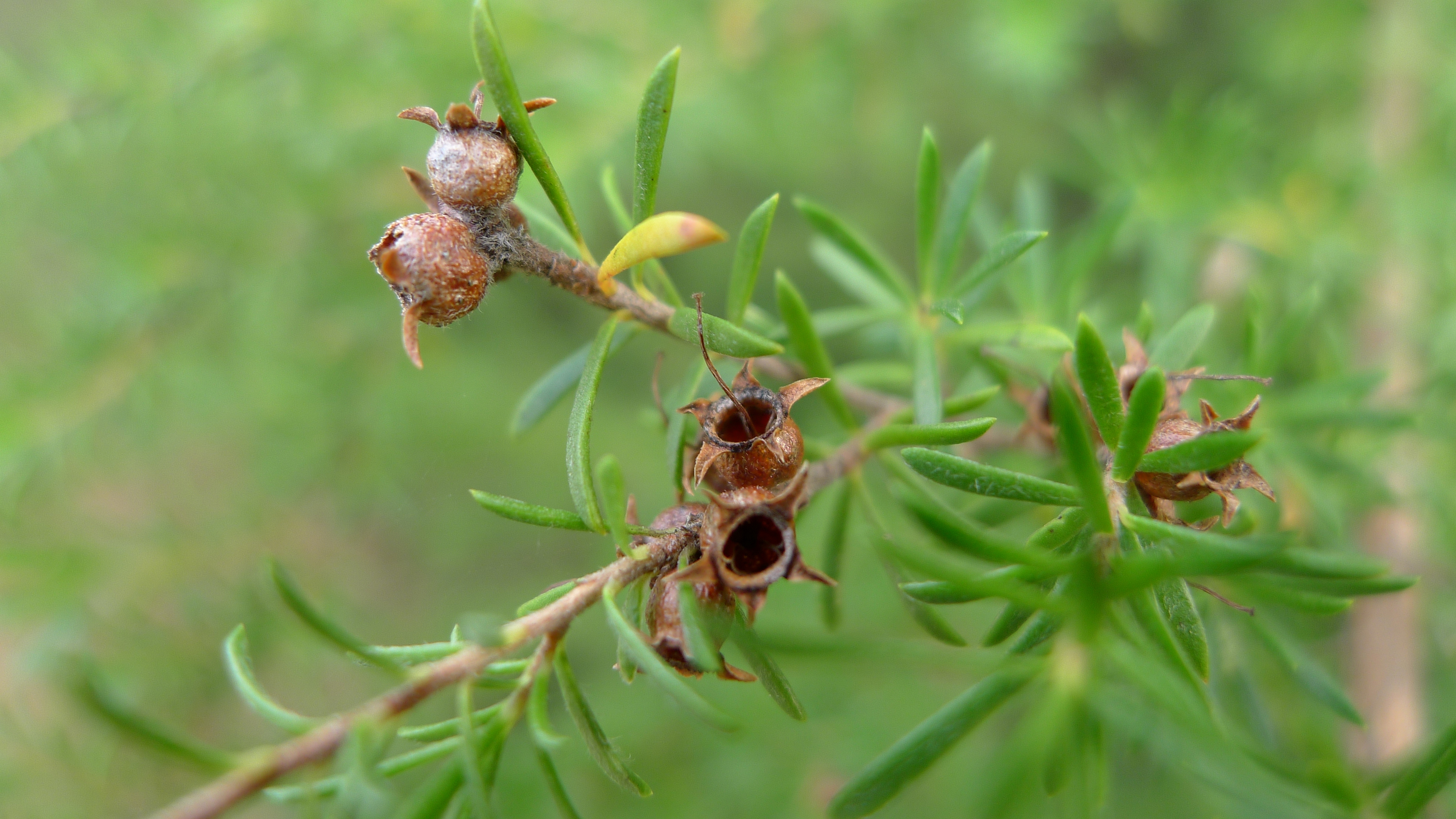
Kapselfrüchte von Kunzea ambigua

### Erscheinungsbild und Blätter
Kunzea-Arten wachsen als immergrüne Sträucher oder kleine Bäume, die Wuchshöhen von 0,3 bis 4 Metern erreichen. Sie enthalten ätherische Öle.
Die bei den meisten Arten wechselständig, bei wenigen Arten gegenständig (siehe auch Artepitheton von Kunzea opposita) an den Zweigen angeordneten Laubblätter sind gestielt oder sitzend. Die krautigen oder ledrigen, einfachen Blattspreiten sind behaart oder kahl, drüsig punktiert und duften aromatisch. Die Blattränder sind glatt oder gezähnt. Es sind keine Nebenblätter vorhanden.

### Blütenstände und Blüten
Die meist pseudoendständigen, kopfartigen Blütenstände enthalten mehr oder weniger sitzende Blüten, seltener sind die Blüten gestielt und stehen einzeln oder in Bündeln zu zweit bis dritt in den Blattachseln. Die Tragblätter sind manchmal vergrößert und bilden eine Hülle (Involucrum). Es sind früh abfallende Deckblätter vorhanden.
Die relativ kleinen, zwittrigen Blüten sind radiärsymmetrisch und fünfzählig mit doppelter Blütenhülle. Der freie, kahle oder behaarte Blütenbecher (Hypanthium) ist glockenförmig, meist breit becherförmig, oder kugel- bis eiförmig. Der freie Bereich des Blütenbechers überragt meist das obere Ende des Fruchtknotens weit. Die fünf krautigen Kelchblätter sind grün, eiförmig bis dreieckig und höchstens so lang wie die Kronblätter. Die fünf freien, kurz genagelten Kronblätter sind eben, verkehrt-eiförmig bis kreisförmig. Die Farben der Blütenkronblätter reichen von weiß bis gelb und rosa- bis purpurfarben. Die Staubblätter sind so in der Knospe nach innen gekrümmt, dass sich die Staubbeutel unterhalb der Narbe befinden. Die vielen, mehr oder weniger gleichen (20 bis 100) Staubblätter sind in einem oder mehr Kreisen angeordnet, in einem Ring am Blütenbecher inseriert und überragen die Kronblätter. Die fadenförmigen Staubfäden untereinander frei und nicht mit den Kronblättern verwachsen. Die alle gleichen Staubbeutel sind nicht aufrecht, besitzen zwei parallele Theken und öffnen sich mit longitudinalen Schlitzen. Es ist ein Diskus vorhanden. Meist zwei oder drei Fruchtblätter sind zu einem zwei- oder dreikammerigen Fruchtknoten verwachsen. In apikaler Plazentation sind einige hängende, anatrope Samenanlagen angeordnet oder es liegt zentralwinkelständige Plazentation mit vielen anatropen Samenanlagen vor. Der Griffel ist viel länger als der Fruchtknoten. Die kopfige oder schildförmige (peltate) Narbe überragt die Kronblätter.

### Früchte und Samen
Die Kapselfrüchte sind meist fachspaltig = lokulizid, aber sie öffnen sich bei einigen Arten nicht. Der Blütenkelch ist an den Früchten noch vorhanden. Nur bei Kunzea pomifera ist die Kapselfrucht fleischig. Die relativ kleinen Samen enthalten kein Endosperm.

## Ökologie
Die Bestäubung erfolgt durch Insekten (Entomophilie) oder Vögel (Ornithophilie).

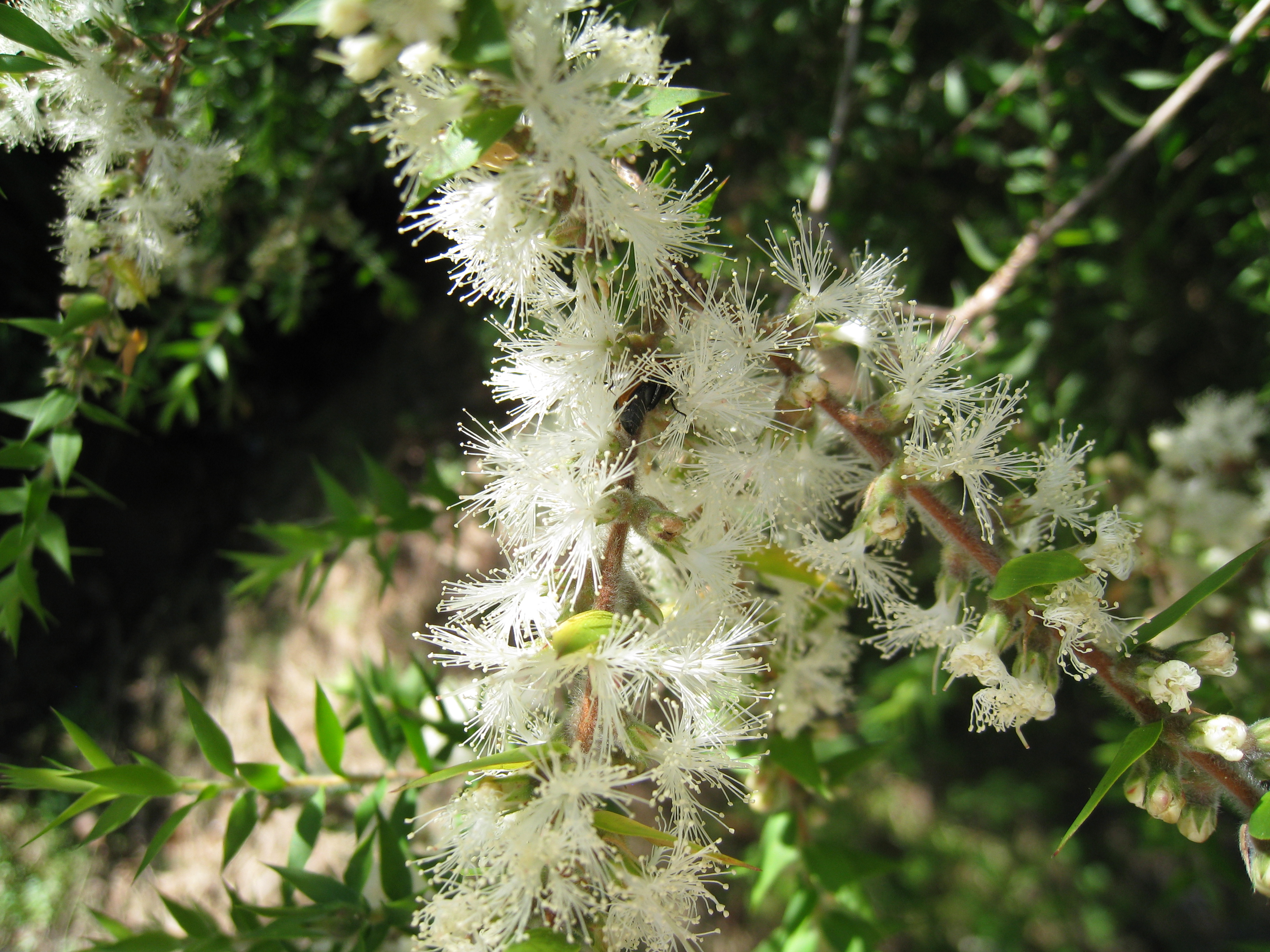
Zweig mit Laubblättern und Blüten von Kunzea ambigua

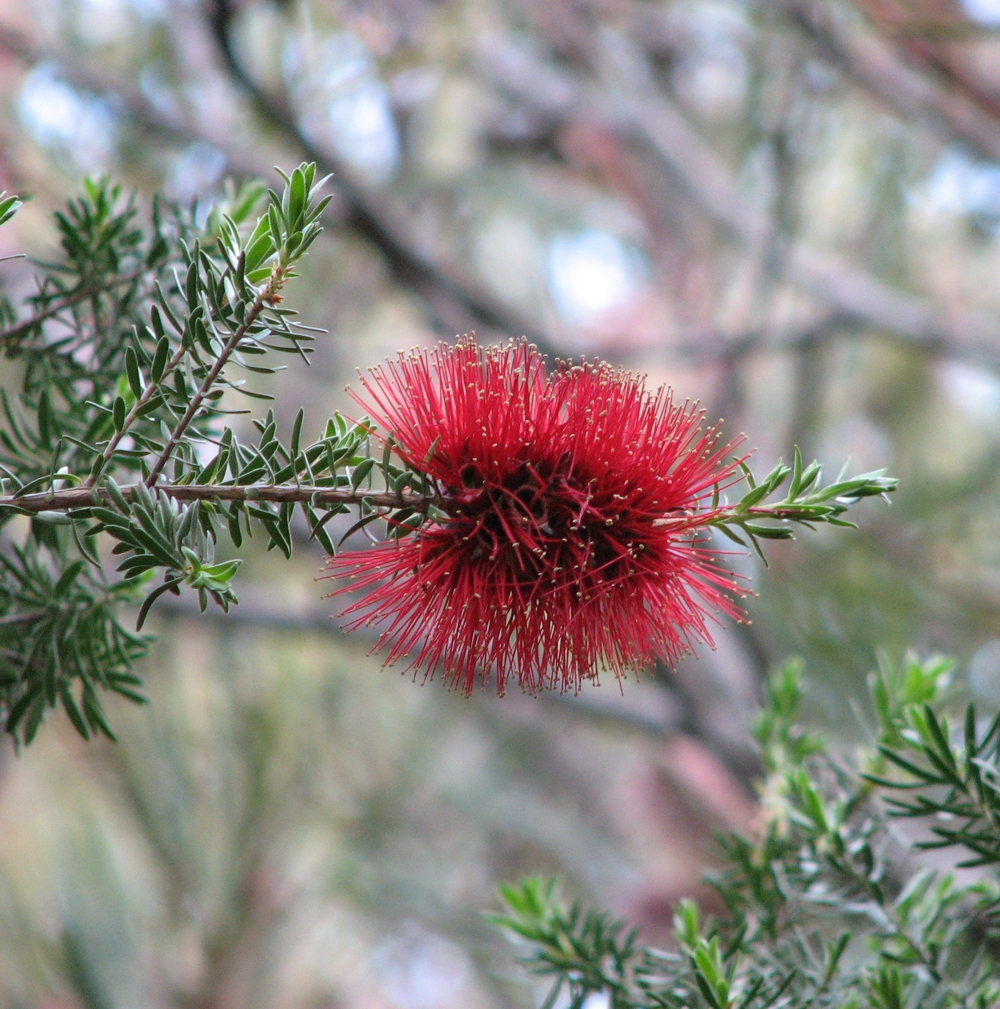
Zweig mit Laubblättern und Blüten von Kunzea baxteri

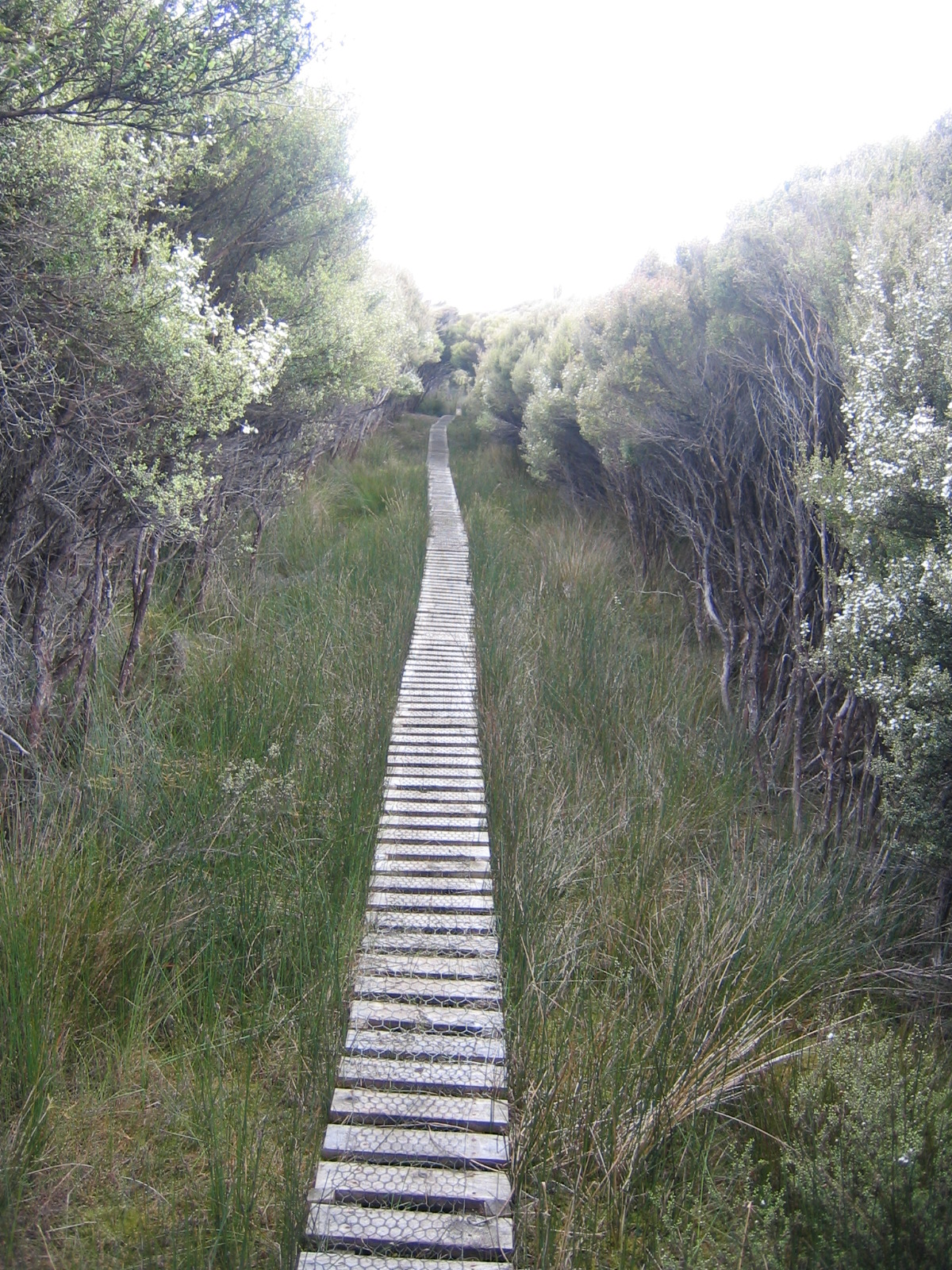
Habitat von Kunzea ericoides

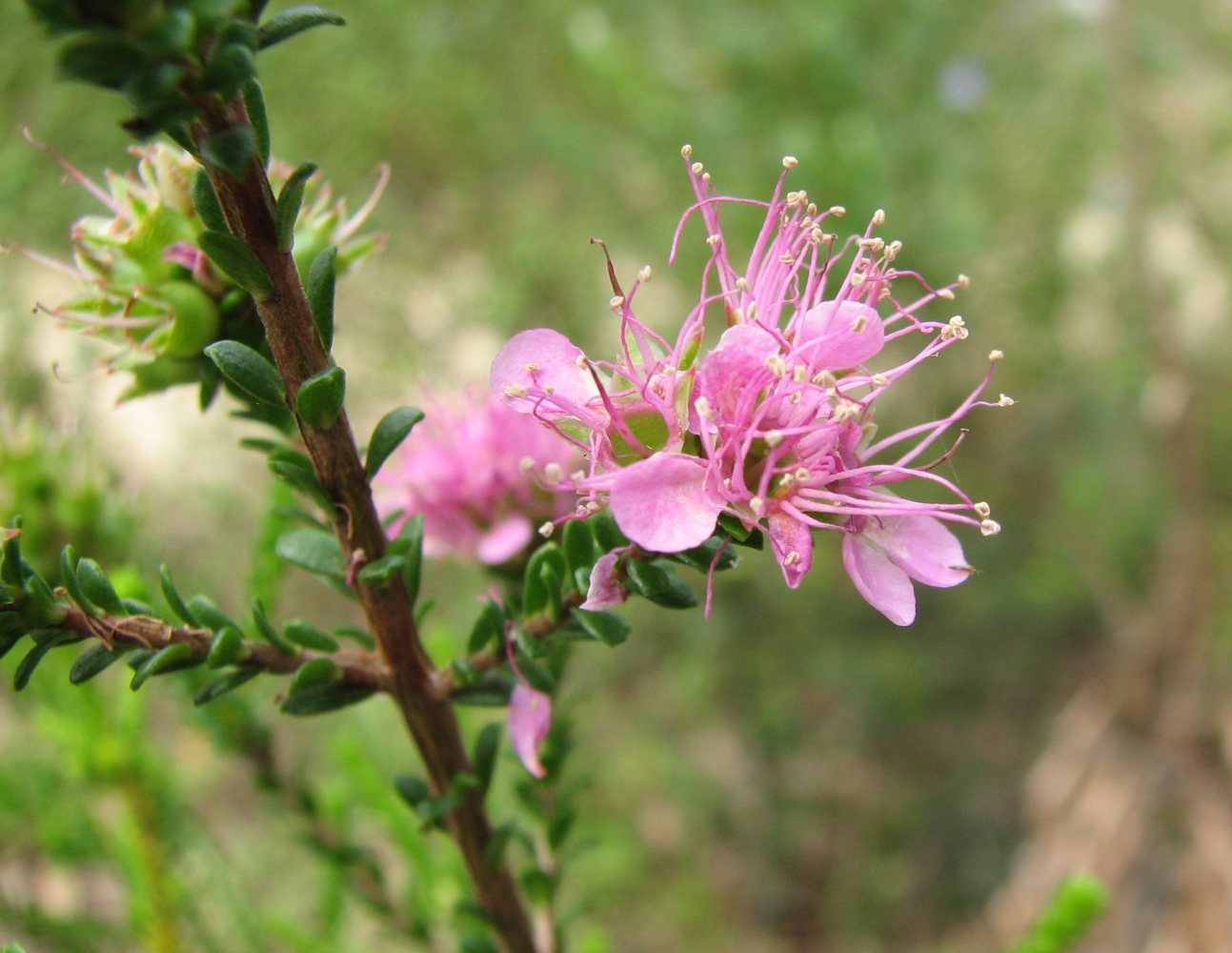
Zweig mit Laubblättern und Blüten von Kunzea jucunda

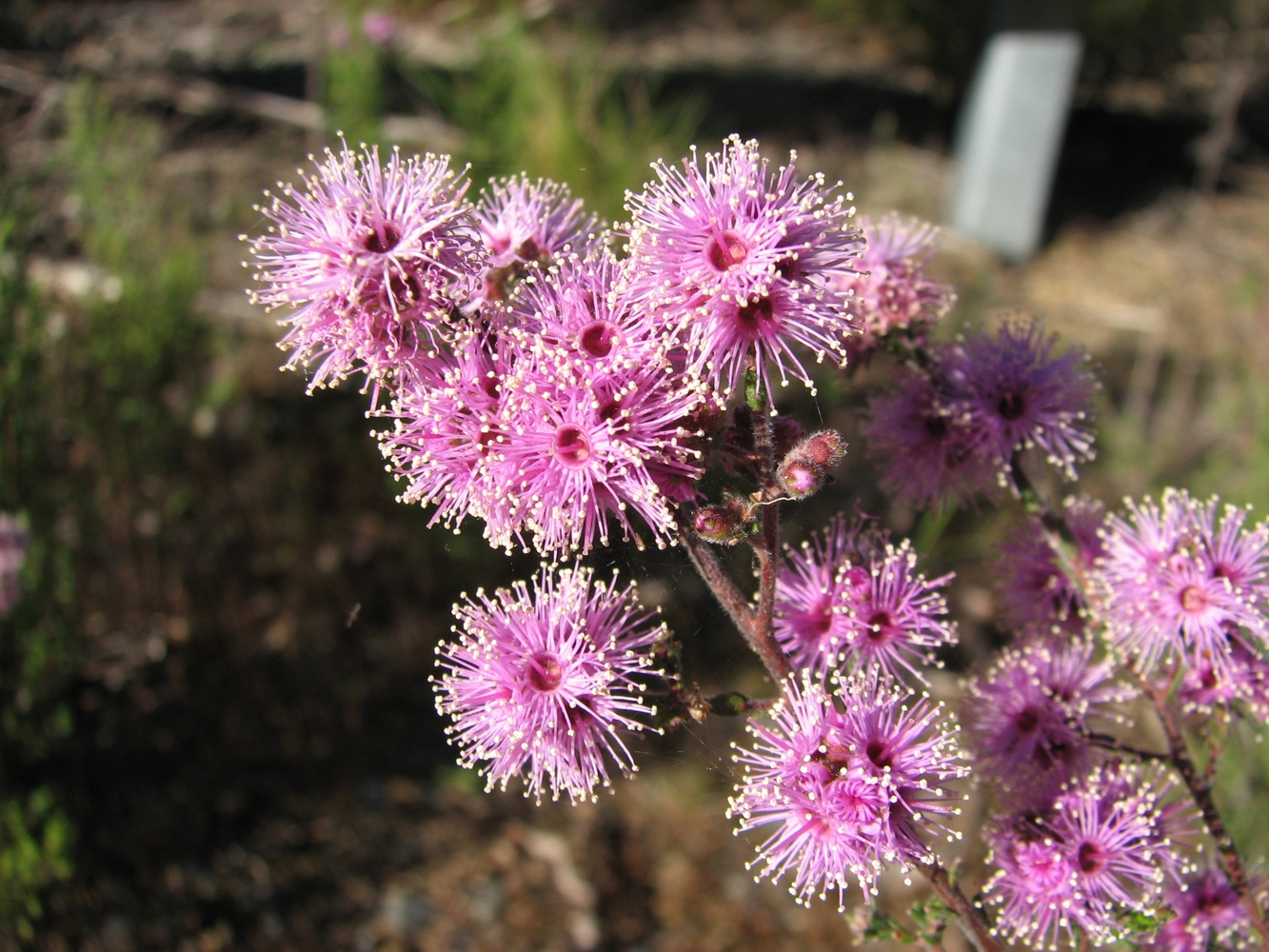
Zweig mit Blüten von Kunzea parvifolia

## Systematik und Verbreitung
Die Gattung Kunzea wurde 1828 in Conspectus Regni Vegetabilis, S. 175 aufgestellt. Der Gattungsname Kunzea ehrt den deutschen Naturforscher Gustav Kunze (1793–1851), Professor für Botanik in Leipzig. Synonyme für Kunzea Rchb. sind: Pentagonaster Klotzsch, Salisia Lindl., Stenospermum Sweet ex Heynh., Tillospermum Griff.
Die Gattung Kunzea gehört zur Tribus Leptospermeae in der Unterfamilie Myrtoideae innerhalb der Familie der Myrtaceae
Alle etwa 62 Arten stammen ursprünglich hauptsächlich aus Australien, etwa zehn Art kommt natürlich auch in Neuseeland vor. Auf dem australischen Kontinent kommen Arten in allen Bundesstaaten vor, aber die meisten Arten im südlichen Westaustralien. Mehrere Kunzea-Arten sind Neophyten in den Fynbos-Regionen von Südafrika.
Es gibt etwa 62 Kunzea-Arten (Stand 2008 + danach erstbeschriebene Arten):
- Kunzea acicularis Toelken & G.F.Craig: Dieser Endemit kommt nur im südsüdwestlichen Western Australia vor.[7]
- Kunzea acuminata Toelken: Dieser Endemit kommt nur im südlichen Western Australia vor.[7]
- Kunzea affinis S.Moore: Dieser Endemit kommt nur im südlichen Western Australia vor.[7]
- Kunzea amathicola de Lange & Toelken: Sie wurde 2014 aus Neuseeland erstbeschrieben.[7]
- Kunzea ambigua (Sm.) Druce: Sie kommt in Australien von New South Wales bis Victoria und Tasmanien vor.[7]
- Kunzea aristulata Toelken: Sie wurde 2016 aus New South Wales erstbeschrieben.[7]
- Kunzea axillaris Toelken: Sie wurde 2016 aus New South Wales erstbeschrieben.[7]
- Kunzea badjaensis Toelken: Sie wurde 2016 aus New South Wales erstbeschrieben.[7]
- Kunzea baxteri (Klotzsch) Schauer: Dieser Endemit kommt nur im südwestlichen Australien vor.[7]
- Kunzea bracteolata Maiden & Betche: Sie kommt in Australien von Queensland bis New South Wales vor.[7]
- Kunzea caduca Toelken: Sie wurde 2016 aus Queensland erstbeschrieben.[7]
- Kunzea calida F.Muell.: Sie kommt in Queensland vor.[7]
- Kunzea cambagei Maiden & Betche: Dieser Endemit kommt nur im östlich-zentralen New South Wales vor.[7]
- Kunzea capitata (Sm.) Heynh.: Es gibt zwei Unterarten:[7]
  - Kunzea capitata (Sm.) Heynh. subsp. capitata: Dieser Endemit kommt nur im östlichen New South Wales vor.[7]
  - Kunzea capitata subsp. seminuda Toelken: Sie kommt in New South Wales vor.[7]
- Kunzea ciliata Toelken: Dieser Endemit kommt nur im südwestlichen Australien vor.[7]
- Kunzea cincinnata Toelken: Dieser Endemit kommt nur im südlichen Western Australia vor.[7]
- Kunzea clavata Toelken: Dieser Endemit kommt nur im südwestlichen Australien vor.[7]
- Kunzea dactylota Toelken: Sie wurde 2016 aus New South Wales erstbeschrieben.[7]
- Kunzea ericifolia (Sm.) Heynh.: Es gibt zwei Unterarten:[7]
  - Kunzea ericifolia (Sm.) Heynh. subsp. ericifolia: Dieser Endemit kommt nur im südwestlichen Australien.[7]
  - Kunzea ericifolia subsp. subulataToelken: Dieser Endemit kommt nur im südwestlichen Australien vor.[7]
- Kunzea ericoides (A.Rich.) Joy Thomps.: Sie kommt nur auf der Südinsel Neuseelands vor.[7]
- Kunzea eriocalyx F.Muell.: Dieser Endemit kommt nur im südlichen Western Australia vor.[7]
- Kunzea flavescens C.T.White & W.D.Francis: Dieser Endemit kommt nur im südöstlichen Queensland vor.[7]
- Kunzea glabrescens Toelken: Dieser Endemit kommt nur im südwestlichen Australien vor.[7]
- Kunzea graniticola Byrnes: Dieser Endemit kommt nur im nordöstlichen Queensland vor.[7]
- Kunzea jucunda Diels & E.Pritz.: Dieser Endemit kommt nur im südlichen Western Australia vor.[7]
- Kunzea juniperoides Toelken: Die zwei Unterarten kommen nur in New South Wales vor:[7]
  - Kunzea juniperoides Toelken subsp. juniperoides
  - Kunzea juniperoides subsp. pernervosa Toelken
- Kunzea leptospermoides F.Muell. ex Miq.: Dieser Endemit kommt nur im südlichen Victoria vor.[7]
- Kunzea linearis (Kirk) de Lange & Toelken: Sie kommt nur auf der Nordinsel Neuseelands vor.[7]
- Kunzea micrantha Schauer:. Die vier Unterarten kommen nur im südwestliches Australien vor:[7]
  - Kunzea micrantha Schauer subsp. hirtiflora Toelken
  - Kunzea micrantha Schauer subsp. micrantha
  - Kunzea micrantha subsp. oligandra (Turcz.) Toelken
  - Kunzea micrantha subsp. petiolata Toelken: Sie kommt im westsüdwestlichen Western Australia vor.[7]
- Kunzea micromera Schauer: Dieser Endemit kommt nur im südwestlichen Australien vor.[7]
- Kunzea montana (Diels) Domin: Dieser Endemit kommt nur im südwestlichen Australien vor.[7]
- Kunzea muelleri Benth.: Sie kommt in Australien vom südöstlichen New South Wales bis nordöstlichen Victoria vor.[7]
- Kunzea newbeyi Toelken: Dieser Endemit kommt nur im südwestlichen Australien vor.[7]
- Kunzea obovata Byrnes: Südliches Queensland bis nördliches New South Wales.[7]
- Kunzea occidentalis Toelken: Sie wurde 2016 aus New South Wales erstbeschrieben.[7]
- Kunzea opposita F.Muell.: Die zwei Varietäten kommen nur im östlichen Australien vor.[7]
- Kunzea parvifolia Schauer: Sie kommt in Australien von New South Wales bis Victoria.[7]
- Kunzea pauciflora Schauer: Dieser Endemit kommt nur im südlichen Western Australia vor.[7]
- Kunzea peduncularis F.Muell.: Dieser Endemit kommt nur im östliches Victoria vor.[7]
- Kunzea petrophila Toelken: Sie wurde 2016 aus Northern Territory erstbeschrieben.[7]
- Kunzea phylicoides (A.Cunn. ex Schauer) Druce: Dieser Endemit kommt nur im südöstlichen Australien vor.[7]
- Kunzea pomifera F.Muell.: Südöstliches South Australia bis westliches Victoria.[7]
- Kunzea praestans Schauer: Dieser Endemit kommt nur im westsüdwestlichen Western Australia vor.[7]
- Kunzea preissiana Schauer: Dieser Endemit kommt nur im südwestlichen Australien vor.[7]
- Kunzea pulchella (Lindl.) A.S.George: Dieser Endemit kommt nur im südwestlichen Australien vor.[7]
- Kunzea recurva Schauer: Dieser Endemit kommt nur im südwestlichen Australien vor.[7]
- Kunzea robusta de Lange & Toelken: Sie wurde 2014 erstbeschrieben und kommt auf Neuseelands Nord- und Südinsel vor.[7]
- Kunzea ×rosea (Turcz.) Govaerts =  Kunzea juncea × Kunzea preissiana: Südliches Western Australia.[7]
- Kunzea rostrata Toelken: Dieser Endemit kommt nur im südwestlichen Australien vor.[7]
- Kunzea rupestris Blakely: Sie kommt in New South Wales vor.[7]
- Kunzea salina (Trudgen & Keighery) Toelken & de Lange: Südwestliches Australien.[7]
- Kunzea salterae de Lange: Sie wurde 2014 erstbeschrieben und kommt nur auf der Nordinsel von Neuseeland vor.[7]
- Kunzea sericothrix Toelken: Sie wurde 2016 aus Queensland erstbeschrieben.[7]
- Kunzea serotina de Lange & Toelken: Sie wurde 2016 erstbeschrieben und kommt auf Neuseelands Nord- und Südinsel vor.[7]
- Kunzea similis Toelken:. Die zwei Unterarten kommen nur im südlichen Western Australia vor:[7]
  - Kunzea similis subsp. mediterranea Toelken & G.F.Craig
  - Kunzea similis Toelken subsp. similis
- Kunzea sinclairii (Kirk) W.Harris: Sie kommt nur auf Nordinsel Neuseelands vor.[7]
- Kunzea spathulata Toelken: Südwestliches Australien.[7]
- Kunzea ×squarrosa Turcz. = Kunzea montana × Kunzea recurvata: Südwestliches Australien.[7]
- Kunzea strigosa Toelken & G.F.Craig: Dieser Endemit kommt nur im südsüdwestlichen Western Australia vor.[7]
- Kunzea sulphurea Tovey & P.Morris: Dieser Endemit kommt nur im südwestlichen Australien vor.[7]
- Kunzea tenuicaulis de Lange: Sie wurde 2014 erstbeschrieben und kommt auf Neuseelands Nordinsel vor.[7]
- Kunzea toelkenii de Lange: Sie wurde 2014 erstbeschrieben und kommt auf Neuseelands Nordinsel vor.[7]
- Kunzea triregensis de Lange: Sie wurde 2014 von den neuseeländischen Three Kings Islands erstbeschrieben.[7]
- Kunzea truncata Toelken: Sie wurde 2016 aus Queensland erstbeschrieben.[7]

Es gibt Hybriden zwischen wohl allen Arten, die in einem Gebiet gemeinsam vorkommen. Dies erschwert die Bestimmung und Systematik.